# Mutație genetică
Mutația genetica reprezintă o schimbare în cadrul structurii ADN-ului sau ARN-ului, produse fie în cadrul meiozei, fie din cauza unui agent extern, precum iradierea sau virusurile.

## Apariția mutațiilor
Mutațiile pot apărea datorită acțiunii asupra genomului a unor factori fizici, chimici sau biologici.
Mutațiile transmise de la părinți la copil poartă denumirea de mutații ereditare sau mutații germline, deoarece acestea sunt prezente în celulele germinale. La om, mutatiile in liniile germinale sunt duble la barbati fata de femei, din cauza numeroaselor diviziuni din cursul spermatogenezei. Acest tip de mutație nu se poate trata. Ea va fi prezentă în fiecare celulă din organismul persoanei afectate.
Mutațiile care apar doar după fertilizare, sunt numite mutații noi. Mutațiile noi pot explica tulburările genetice în situația în care un copil are o mutație în fiecare celulă, însă nu are în familie alte cazuri de acest gen.
Mutațiile genetice dobândite sau somatice apar în ADN-ul celulelor individuale, într-un anumit moment al vieții unei persoane. Cauzele acestor modificări pot fi factorii de mediu (radiațiile ultraviolete ale soarelui) sau pot apărea în cazul în care apare o eroare în copiile ADN-ului, în timpul diviziunii celulare.
Mutațiile dobândite în celulele somatice nu pot fi transferate din generație în generație.
De asemenea, mutațiile pot să apară într-o singură celulă, într-un embrion timpuriu. Cum toate celulele se divid în timpul creșterii și dezvoltării, persoana va avea unele celule cu mutații și unele celule lipsite de modificări genetice. Acest tip de mutație poartă numele de mosaicism.
Modificările genetice care apar la mai mult de 1% din populația globului sunt intitulate polimorfisme. Acestea sunt responsabile pentru culoarea ochilor, culoarea părului și tipul de sânge, aspecte ce diferențiază persoanele între ele.
Întrucât multe polimorfisme nu au efecte negative asupra sănătății unei persoane, unele dintre aceste variații pot amplifica riscul de a dezvolta anumite afectiuni.
Mutațiile genetice în sensul cel mai larg sunt modificări ce se produc la nivelul genelor, al cromozomilor sau al altor constituenți celulari purtători ai eredității, deci schimbări ale genotipului. După substratul pe care îl afectează, mutațiile, la rândul lor, pot fi împărțite în mutații genice, cromozomice, genomice sau plastidice.

### Tipuri de variații și rolul lor în evoluție
Din punctul de vedere al semnificației lor în relațiile organismului cu mediul, ca și în procesul evoluției (deci ca fenomen individual), variațiile se pot împărți în două mari categorii: 
- mutații gametice (germinale) - modificări de ADN în celule destinate să devină gamet sau zigot, care ulterior se propagă la individul întreg, și, din această cauză, și numai în acest mod, se pot transmite la descendenți. Orice mutație la organisme monocelulare are rolul mutației gametice.
- mutații somatice - modificări de ADN în celule somatice, care formează țesuturile organismului. Variațiile la țesuturile somatice nu se propagă la multe alte celule, și nu ajung în alte țesuturi (excepție - cancer). Aceste mutații există până la moartea celulei și nu se transmit la descendenți.

Mutațiile gametice reprezintă motorul evoluției, pe când mutațiile somatice sunt irelevante în acest domeniu, însă înțelegerea lor este foarte importantă pentru studierea procesului îmbătrânirii și a cancerului.

## Mutațiile genice
Acestea reprezintă singura categorie de mutații care afectează structura ADN și anume, în mod obișnuit, ele determină modificări în structura codului genetic. În funcție de modul cum se produce această modificare, mutațiile genice se produc prin: substituiri ale unei perechi de nucleotide prin alta, prin adiții (adăugari) ale unei noi perechi de nucleotide sau prin deleții (pierderi) ale unei perechi de nucleotide.
Substituirile se pot produce în două moduri diferite — prin tranziții și prin transversii.
În cadrul tranzițiilor, o bază azotată este înlocuită cu o altă bază din aceeași categorie. De pildă, o bază purinică este înlocuită printr-o altă bază purinică, adică A↔G. Se înțelege că deoarece o bază purinică dintr-un lanț nucleotidic al ADN este legată de o anumită bază pirimidinică (complementară) din celălalt lanț, această înlocuire va atrage și înlocuirea bazei pirimidinice corespunzătoare din lanțul complementar. Deci, în exemplul dat, se va produce înlocuirea: A-T↔G-C.
În cazul transversiilor, o bază purinică este înlocuită cu alta pirimidinică (sau invers) (cu înlocuirea deci și a bazei complementare). Deci se pot produce următoarele substituiri prin transversii A-T↔C-G;   A-T↔T-A; G-C↔C-G;  G-C↔T-A
Prin urmare, în ambele cazuri, în ultimă instanță o pereche de baze este înlocuită prin altă pereche ceea ce determină transformarea unui codon (a unui triplet) în altul, fapt care duce la modificări în sinteza lanțurilor polipeptidice.
Înlocuirea codonilor poate avea diferite urmări, în funcție de semnificația codonului  nou  apărut  în  procesul de sinteză a proteinelor:
- Atât codonul inițial cît și cel modificat determină plasarea, în lanțul polipeptidic, a aceluiași aminoacid. De exemplu, AGU și AGC determină locul serinei. Deci, în acest caz, tranziția de la o bază pirimidinică (U) la alta (C) reprezintă o mutație care însă nu schimbă structura proteinei, nu schimbă deci secvența aminoacizilor în lanțul polipeptidic.
- Codonul inițial și cel modificat determină amplasarea unor aminoacizi diferiți. Deci, în acest caz, se va schimba secvența aminoacizilor, ducând la schimbarea proprietăților biochimice și fiziologice a proteinei date.
- Codonul inițial, care determină amplasarea unui aminoacid, se transformă într-un codon de încheiere a lanțului polipcptidic, care semnifică sfîrșitul (capătul) lanțului polipeptidic și, deci, oprirea sintezei proteinei. După cum se știe, codul genetic determină nu numai secvența aminoacizilor într-un lanț polipeptidic, dar și lungimea lanțului. Codonii UAA, UAG, și UGA au semnificația de terminare a lanțului. Dacă printr-o substituire codonul inițial se transformă în unul din acești trei codoni, sinteza lanțului proteic se oprește la el; deci se produce doar o porțiune din molecula proteică. Asemenea mutații poartă numele de „nonsens".

Delețiile (pierderile), ca și adițiile (adăugarile) unei perechi de baze, schimbă complet secvența aminoacizilor, deci structura proteinei, deoarece modifică citirea codonilor pornind de la punctul în care s-a produs mutația. De pildă, o succesiune inițială a codonilor poate fi: ATG, ACG, AGT, GCC, ATC... Dacă din primul codon se pierde T, atunci secvența devine AGA, CGA, GTG, CCA, TC,. .. deci modificată complet.
Deoarece substanțele proteice pot avea rol enzimatic sau unul structural, o asemenea mutație va putea afecta fie activitatea enzimatică, deci desfășurarea unor anumite căi metabolice cu consecințele ce decurg din ele, fie direct structurile.
Experiențe pe Drosophila, de pildă, au arătat că mutațiile genice pot afecta cele mai diferite caractere morfologice (dimensiuni, culori, chetotaxia, forma organelor etc), fiziologice, de dezvoltare, de rezistență la diferiți factori etc.
Mutațiile genice reprezintă cea mai importantă sursă de noi caractere. Efectul lor genetic constă, de fapt, în adăugarea de noi alele (noi expresii) ale unui locus și, deci, îmbogățirea patrimoniului ereditar al indivizilor și populațiilor.

## Mutații cromozomale (cromozomiale)
Acestea nu afectează, în mod obișnuit, structura genelor ci mai ales legăturile dintre ele. Sunt restructurări ale cromozomilor în urma cărora grupuri întregi, mai mari sau mai mici de gene, sunt mutate de pe un cromozom pe altul. Deci ceea ce se modifică este mai ales poziția reciprocă și interacțiunea genelor. După mecanismul lor de producere, mutațiile cromozomice pot fi de mai multe categorii:
DELEȚIILE constau în pierderea unui locus sau a mai multora de pe un cromozom. De cele mai multe ori rezultatul unui asemenea fenomen (pierderea unui fragment de cromozom) este letal pentru organismul respectiv. Uneori însă funcțiile respective pot fi compensate de alte gene sau pot să nu aibă efecte letale în cazul când au devenit inutile ca urmare a schimbării unor condiții. De pildă trecerea la modul de hrană saprofit sau parazit înlătură necesitatea unei serii întregi de enzime.
INVERSIUNILE constau în inversiunea, cu 180°, a unui segment de cromozom. Se poate produce prin ruperea cromozomului în două locuri, după care segmentul dintre rupturi se realipește la cromozom dar în poziție inversată. În acest fel se inversează, pe segmentul respectiv, ordinea genelor.
Acest fenomen se produce mai ales în profaza fie a mitozei, fie a meiozei, când cromozomii lungi și subțiri se mișcă activ în nucleu. În mod normal, când se produce împerecherea cromozomilor, genele omoloage se alătură în mod exact. Când se produce inversiunea, la împerecherea cromozomului cu inversiune cu un cromozom normal, se formează o buclă, pentru a permite alăturarea genelor omoloage. În cazul când un organism este heterozigot pentru o inversiune, genele segmentului inversat apar atât de strâns legate între ele încât nu sunt afectate de crossing-over și se transmit în bloc și, deci, nu mai pot produce recombinări genetice. În felul acesta, inversiunea poate deveni un mijloc bun de păstrare a unei anumite combinații a genelor, care se dovedește deosebit de avantajoasă selectiv. Într-adevăr, asemenea fenomene au fost constatate la diferite populații a unor specii de Drosophila.
DUPLICAȚIILE sunt restructurări care afectează o pereche de cromozomi omologi: între ei se produce un schimb de segmente inegale, astfel că în timp ce pe un cromozom apare o deficiență a unuia sau mai multor loci, pe celălalt cromozom acești loci apar dublați. Uneori asemenea schimbări nu dau efecte fenotipice vizibile, alteori determină modificări de diferite naturi.
TRANSLOCAȚIILE constau în schimbări de segmente între doi cromozomi neomologi. Translocația poate fi reciprocă (schimb reciproc de segmente între cromozomi) sau simplă (un segment de pe un cromozom se transferă pe alt cromozom).
Și în cazul translocațiilor, ca și în cel al inversiunilor, la organismele heterozigote, în ceea ce privește translocația, meioza este alterată din cauza dificultăților la împerecherea cromozomilor omologi. Aceasta poate produce anomalii. La om unele cazuri de sindrom Down se datorează fenomenului translocației.

## Mutații genomice
Acestea constau în modificarea numărului cromozomilor, deci a garniturii cromozomice, prin modificarea numărului unuia, câtorva sau a tuturor cromozomilor. Aceste modificări reprezintă fenomene reunite sub numele de poliploidie. Diferite forme de poliploidie rezultă din anomalii în diviziunile celulelor germinale sau somatice și se pot datora celor mai diferite cauze ca, de pildă, fuziunea de nuclei, diferite traumatisme, parazitism, substanțe chimice, înțepături ale unor insecte, altoiri etc. Fenomenul este larg răspîndit la plante, dar mult mai rar la animale.
În mod obișnuit, majoritatea plantelor și animalelor sunt diploide, adică au o garnitură dublă de cromozomi în fiecare celulă. În unele cazuri, de pildă la unele insecte ce se înmulțesc partenogenetic (deci prin ovule nefecundate), celulele primesc numai o garnitură simplă de cromozomi. Acestea sînt organisme haploide iar garnitura lor cromozomică este monoploidă. Monoploidia o întâlnim, de pildă, la trântorii (masculii) din familiile de albine. Ei provin din ovule nefecundate. Fenomene de monoploidie se întâlnesc și la plante cultivate (porumb, tutun, roșii) sau spontane (Datura).
În cazuri de aneuploidie, numai un cromozom apare multiplicat de 3, 4 ori. În cazuri tipice de poliploidie, garnitura cromozomică apare multiplicată de 3, 4, 5 ... n ori. După proveniența cromozomilor putem distinge organisme autopoliploide și allopoliploide.
Autopoliploizi sunt indivizii poliploizi la care toți cromozomii provin de la aceeași specie. Se datoresc diferitelor anomalii ale mitozei sau meiozei. În urma unor mitoze anormale pot apărea celule tetraploide. În urma meiozelor anormale pot apărea gameți diploizi care, unindu-se cu un gamet monoploid, dau organisme triploide. La aceste organisme fiecare fel de cromozom este reprezentat prin trei cromozomi omologi care nu se pot alătura în mod normal. În unele cazuri unul din cei trei cromozomi rămâne desperecheat (univalent) iar doi se împerechează normal (bivalenți); în alte cazuri se formează grupuri din trei cromozomi însă alăturați anormal (trivalenți). În orice caz gameții unor asemenea organisme, în urma meiozelor anormale, au și garnituri cromozomice anormale, ceea ce face ca organismele triploide de cele mai multe ori să fie sterile. Nici la organismele tetraploide meioza nu decurge normal, ceea ce face ca și ele adesea să fie afectate de un înalt grad de sterilitate.
Autopoliploidia se întâlnește mai frecvent la unele plante cultivate. Puține cazuri se cunosc la plante spontane.
Alopoliploizi sunt indivizi poliploizi la care cromozomii provin de la specii diferite. Fenomenul se întâlnește frecvent la unele grupe de plante, la care speciile se pot încrucișa uneori între ele (sălcii, stejari, graminee, plante din genurile Roșa, Prunus, Oenothera etc). Organisme hibride, astfel obținute, sunt în general sterile din cauza anomaliilor meiozei: cromozomii de la o specie nu-și găsesc omologii de la altă specie, se fac împerecheri anormale sau repartiții aberante de cromozomi.
Anularea sterilității și, deci, restabilirea fertilității se poate produce prin dublarea garniturii cromozomice astfel încît celulele să cuprindă cîte o garnitură diploidă de la fiecare specie parentală (amfidiploizi). La asemenea indivizi împerecherile cromozomilor se pot produce normal și ei devin fertili. Dublarea garniturii se poate obține pe cale artificială sau se poate produce și pe cale naturală. Experimental ea a fost obținută la plante și chiar la animale.
Exemplu clasic de plante amfidiploide este cel obținut de Karpecenko (1928) prin hibridizarea verzei cu ridichea. Brassica oleracea are 2n=18 iar Raphanus sativus, de asemenea, 2n=18. Hibridul obținut conține tot 18 cromozomi, dar cîte 9 de la fiecare specie parentală. Este steril. Dublând numărul cromozomilor se obțin plante cu 2n=36 cromozomi, cîte 18 de la fiecare specie parentală (amfidiploizi) care sunt fertili. Datorită Stabilității și deosebirii multilaterale față de speciile parentale acești amfidiploizi au fost considerați ca fiind un gen nou — Raphanobrassica.
Numeroși amfidiploizi se cunosc la plante spontane.
La animale, în mod experimental, au fost obținuți amfidiploizi la fluturele de mătase de către Astaurov (1965), prin îmbinarea partenogenezei artificiale cu hibridizarea între două specii diferite. Mai întâi, prin partenogeneză artificială au fost obținuți tetraploizi din ouă cu numărul de cromozomi neredus, provenit din diviziunea cromozomilor neînsoțită de diviziune celulară. Apoi femelele tetraploide de Bombyx mori au fost încrucișate cu masculi diploizi de Bombyx mandarina obținându-se hibrizi triploizi, conținînd o dublă garnitură de la prima specie și o garnitură simplă de la cea din urmă. Provocând partenogeneză acestor hibrizi s-au obținut forme hexaploide. Prin fecundarea ovulelor triploide a acestei forme, cu spermatozoizi haploizi de la B. mandarina, s-au obținut amfidiploizi, cuprinzând câte o garnitură diploidă de la fiecare din cele două specii.
Fenomenul de poliploidie are mare importanță atât din punct de vedere practic cât și științific. Plantele autopoliploide cultivate au masa vegetativă mai mare, dau producții mai mari, ca de altfel și mulți alopoliploizi. Adesea aceste plante sunt mai rezistente la boli sau la condițiile climatice.
Poliploidia are un rol important în evoluția plantelor. Vigoarea și rezistența poliploizilor explică răspândirea lor în regiuni cu condiții severe de climă. De pildă, în insulele Spitzbergen din Oceanul Înghețat de Nord 80% din angiosperme sunt poliploide, în Pamir 85% din graminee sunt poliploide, în Altai 65%. Unele plante, cu răspândire localizată, devenind poliploide capătă o răspândire mult mai largă ca, de pildă, Solanum nigrum, Fumăria ojficinalis, Capsella bursa pastoris etc.
Nu trebuie însă să credem că absolut în toate cazurile poliploidia are asemenea efecte favorabile. Uneori poliploidul nu diferă de diploid. De pildă, la Silene ciliata (2n=24) se cunosc forme tetraploide (2n = 48), octo-ploide (2n=96), 16-ploide (2n=192) care nu diferă de specia diploidă; la fel la cruciferul Cardamine pratensis. La Phleum pratense alpinum forma tetraploidă (2n=28) nu diferă morfologic de diploid (2n=14) și adesea este mai puțin viguroasă. Campanula rotundijolia — forma diploidă (2n = 34) este arctică, pe când forma tetraploidă (2n=48) este subarctică și central europeană.
La plante adesea se produce poliploidia somatică-constând în multiplicarea garniturii cromozomice din celulele somatice. Prin urmare, apar unele părți ale plantei cu structuri poliploide. Prin înmulțire vegetativă din aceste părți se pot obține plante întregi poliploide.
În regnul animal, după cum s-a mai arătat, poliploidia, deși există, este mult mai puțin răspândită și nu are un rol esențial în evoluția animalelor. În stare naturală poliploidia se cunoaște la protozoare, viermi (unele oligochete), unele insecte (de pildă, coleoptere curculionide), amfibieni (de pildă, la Triton viridescens se întâlnesc populații în S.U.A. cu 1,8% indivizi triploizi, 0,28% pentaploizi).
Dificultatea apariției poliploizilor la animale provine de la mecanismul cromozomial al determinării sexului. Într-adevăr, o femelă normală are o garnitură dublă de autosomi (2A) și doi cromozomi x, deci are formula cromozomică 2A+2x, iar masculul 2A+lx. Dacă se obține un tetraploid, el va fi respectiv 4A+4x pentru femelă și 4A+2x pentru mascul. Gameții (cu garnitura redusă la jumătate) vor fi 2A+2x (ovule) și 2A+lx (spermatozoizi), iar prin fecundație, zigotul va fi 4A+3x, deci cu echilibrul dintre autosomi și cromozomii sexuali deranjat, anormal, ceea ce duce la apariția unor descendenți intersexuați și sterili. De aceea, poliploidia la animale devine posibilă doar la formele hermafrodite cu auto-fecundație (ceea ce este destul de rar), sau la formele partenogenetice.
Fenomene foarte complexe de poliploidie se cunosc la protozoare. La unii radiolari (ordinul Pheodaria) poliploidia ajunge și chiar depășește 1000 n. Legat de aceasta se produc însemnate și complexe schimbări în desfășurarea mitozelor. La infuzori, unde există doi nuclei — un macronucleu și un micronucleu — în timp ce micronucleul poate fi tetra- sau hexaploid, macronucleul poate realiza poliploidia de 5 000 n (Bursaria truncatella) sau chiar 12 000 n (Ichtyophthirius multijiliis). Gradul minim de poliploidie, întîlnit la infuzori de talie mică, este de 16 n. Important este faptul că gradul de poliploidie nu este corelat cu poziția sistematică a acestor animale.

## Mutații extranucleare
În prezent este demonstrată prezența ADN și ARN și în alți constituenți celulari în afara cromozomilor. Astfel, plastidele din celula vegetală (cloroplaste — când conțin clorofilă, leucoplaste — când sunt lipsite de acest pigment), mitocondriile, kinetosomii conțin atât ARN cât și ADN. Se cunoaște, de asemenea, că cel puțin organitele amintite au capacitatea de autoreproducere prin diviziune. Este, deci, firesc să ne așteptăm ca ele să fie capabile să se și modifice prin modificarea (mutații) acizilor nucleici proprii. Cercetările făcute pe o serie de specii au arătat că într-adevăr se pot produce asemenea modificări care devin ereditare.
Iată câteva fapte: la multe plante se cunosc forme ce au frunze pătate (unele porțiuni sunt verzi, adică celulele lor conțin cloroplaste, alte porțiuni albe-gălbui și celulele lor conțin doar leucoplaste). Cercetări efectuate la Pelargonium zonale au arătat că fenomenul amintit este determinat de o mutație plastidică datorită căreia cloroplastele respective pierd capacitatea de a forma clorofila. S-a dovedit, de asemenea, că acest caracter se transmite mai ales pe linia maternă pentru că plastidele se transmit la generația următoare direct prin sacul embrionar. Din cauza dimensiunilor mari ale plastidelor, ele rareori pot trece prin tubul polinic și, din această cauză, caracterul mitocondric rareori se poate transmite și pe linia paternă.
Studiul formelor cu frunze pătate de la porumb a scos la iveală și unele relații ale acestor mutații plastidice cu aparatul genetic nuclear. La porumb s-a putut demonstra existența unor gene nucleare (pe cromozomi), care controlează sinteza clorofilei. Mutații ale acestor gene pot duce la pierderea capacității de sinteză a clorofilei ceea ce duce la apariția unor plante lipsite de clorofilă (indivizi albinoși), care mor odată cu epuizarea rezervelor nutritive din sămânță, fiind incapabile de fotosinteză. La plantele cu frutize pătate însă, capacitatea de sinteză a clorofilei este pierdută doar de către unele celule și aceasta datorită mutației plastidice. Prin urmare, sinteza clorofilei din plastide este controlată atât de gene nucleare cât și de aparatul genetic propriu al plastidelor. S-a putut apoi constata, la porumb și la menta Nepeta, că mutația plastidică poate fi indusă de către gena nucleară.
La drojdia de bere, la Neurospora și la alte microorganisme au fost descrise mutații care apar, indiscutabil, la nivelul mitocondriilor. Astfel, la drojdia de bere, a fost obținută (pe agar) o mutantă cu insuficiențe respiratorii, caracterizată prin dimensiuni foarte reduse în comparație cu coloniile normale. Din această cauză, mutanta a fost denumită „petite". O serie întreagă de fermenți necesari în metabolismul energetic, printre care citocromoxidaza și succindehidrogenaza, sunt inactivați la această mutantă, încrucișarea mutantei „petite" cu drojdia normală nu duce la transmiterea ereditară a dimensiunilor reduse (caracter fenotipic). Aceasta arată că aparatul nuclear este normal. Mutația respectivă este legată de mitocrondrii unde sunt localizați fermenții respectivi. Studiul acestor organite la mutanta „petite" nu a scos la iveală vreo deosebire morfologică față de drojdia normală. Deoarece se știe că o parte din fermenții mitocondriali sunt controlați de sistemul genetic nuclear, se poate conchide că aparatul fermentativ al mitocondriilor este supus atât controlului genelor din cromozomi cât și al unor gene extracromozomiale. Nu s-a demonstrat până în prezent că aceste gene sunt localizate în mitocondrii.
Kinetosomii sau corpusculii bazali, situați câte unul la baza fiecărui flagel și care sunt răspunzători de mișcările flagelilor, conțin, după cum s-a mai spus, atât ARN cât și ADN. Numeroase date pledează în favoarea ideii că aceste organite sunt omologate cu centriolii (sau centrosomii). Kinetosomii sunt capabili de autoreproducere iar diferitele caractere ale lor par a fi independente de sistemul genetic nuclear. S-a constatat astfel că diferitele modificări ale kinetosomilor se transmit prin înmulțirea agamă a celulelor iar procesul sexual al infuzorilor, la care s-au făcut observațiile, nu determină modificări ale kinetomului (totalitatea kinetosomilor). Mai mult, înlocuirea macronucleului indivizilor cu kinetosomi modificați, prin macronucleul indivizilor normali, nu are consecințe asupra kinetomului.

## Tipuri de mutații

### După Mueller
- Mutație hipermorfă;
- Mutație hipomorfă;
- Mutație neomorfă;
- Mutație amorfă;
- Mutație antimorfă.

### DPDV fenotipic
- Mutație biochimică;
- Mutație morfologică.

### DPDV al mutagenilor
- provocate de viruși;
- provocate prin iradiere;
- provocate de substanțe chimice.

## Agenți mutageni
- Agent mutagen